# St. Matthias (Reifferscheid)

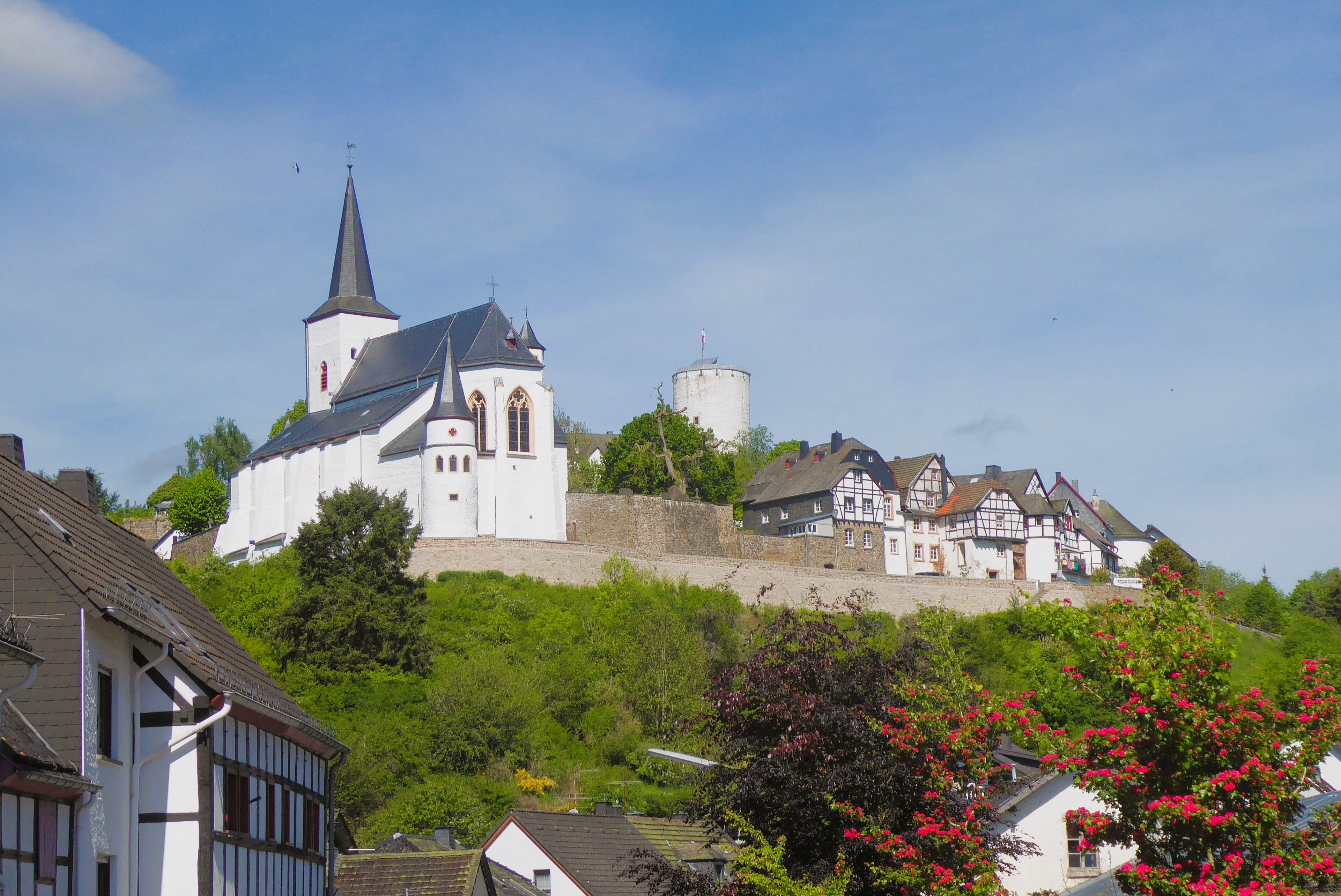
St. Matthias und Burg Reifferscheid

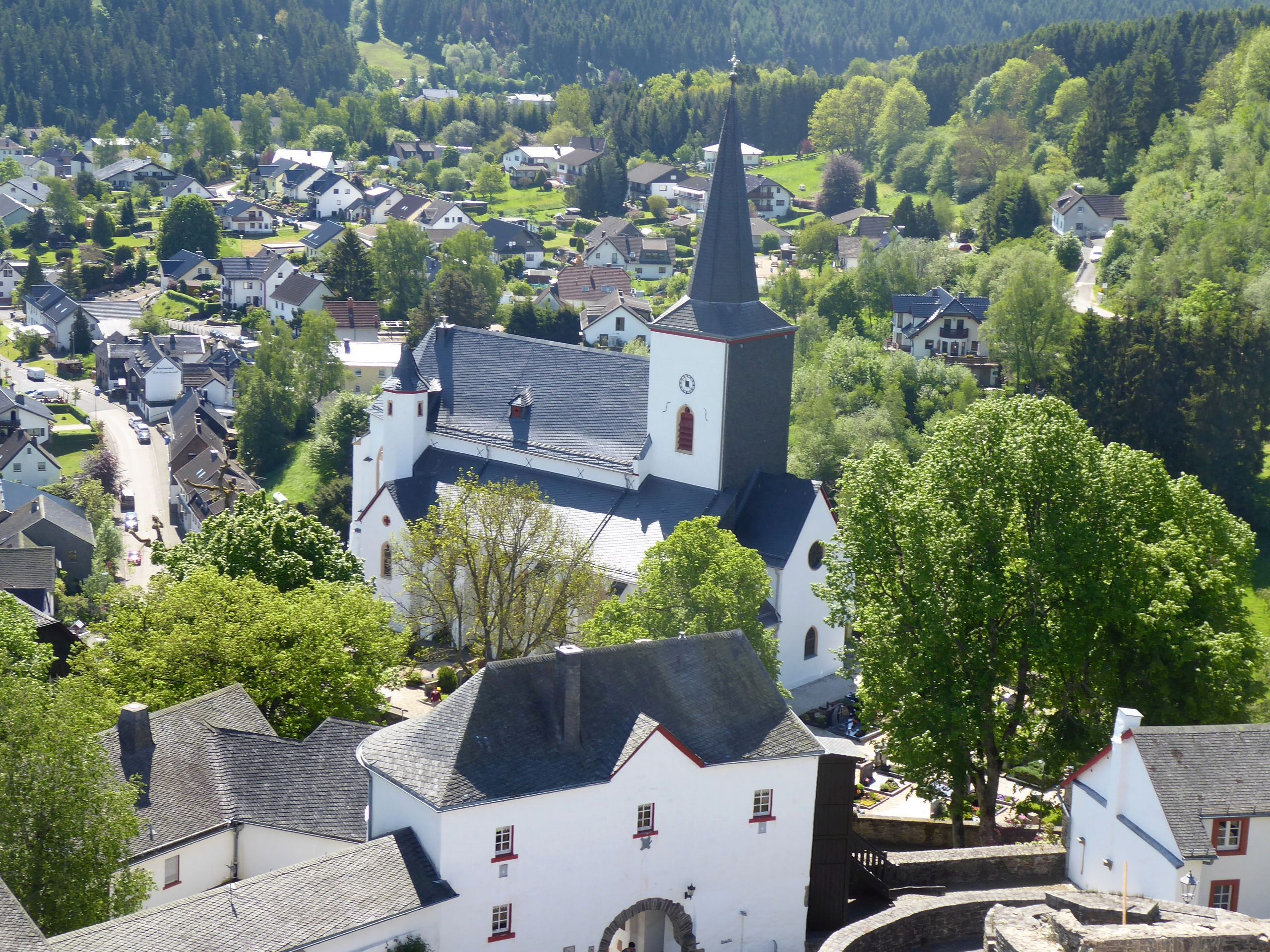
St. Matthias von der Burg aus gesehen

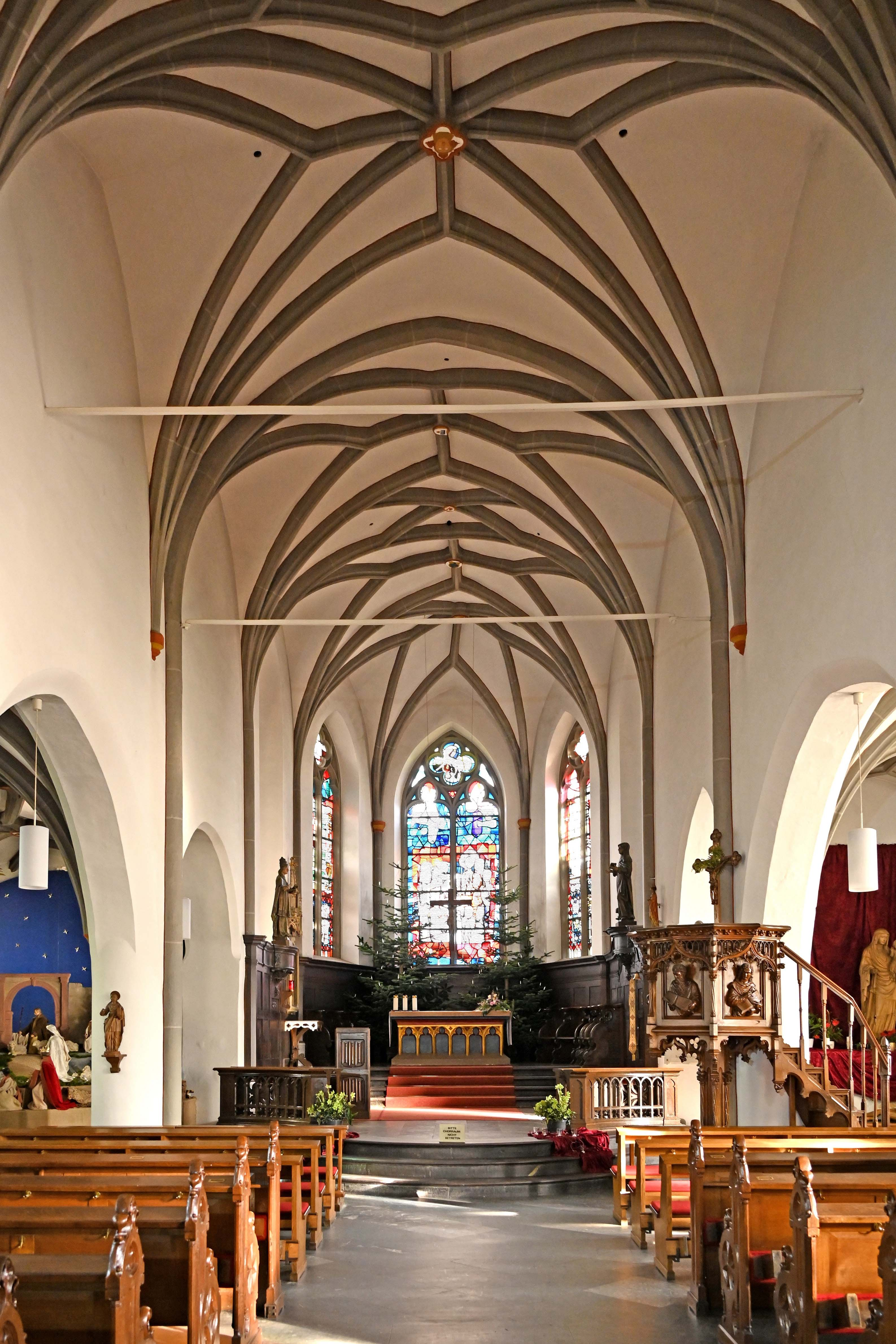
Innenraum

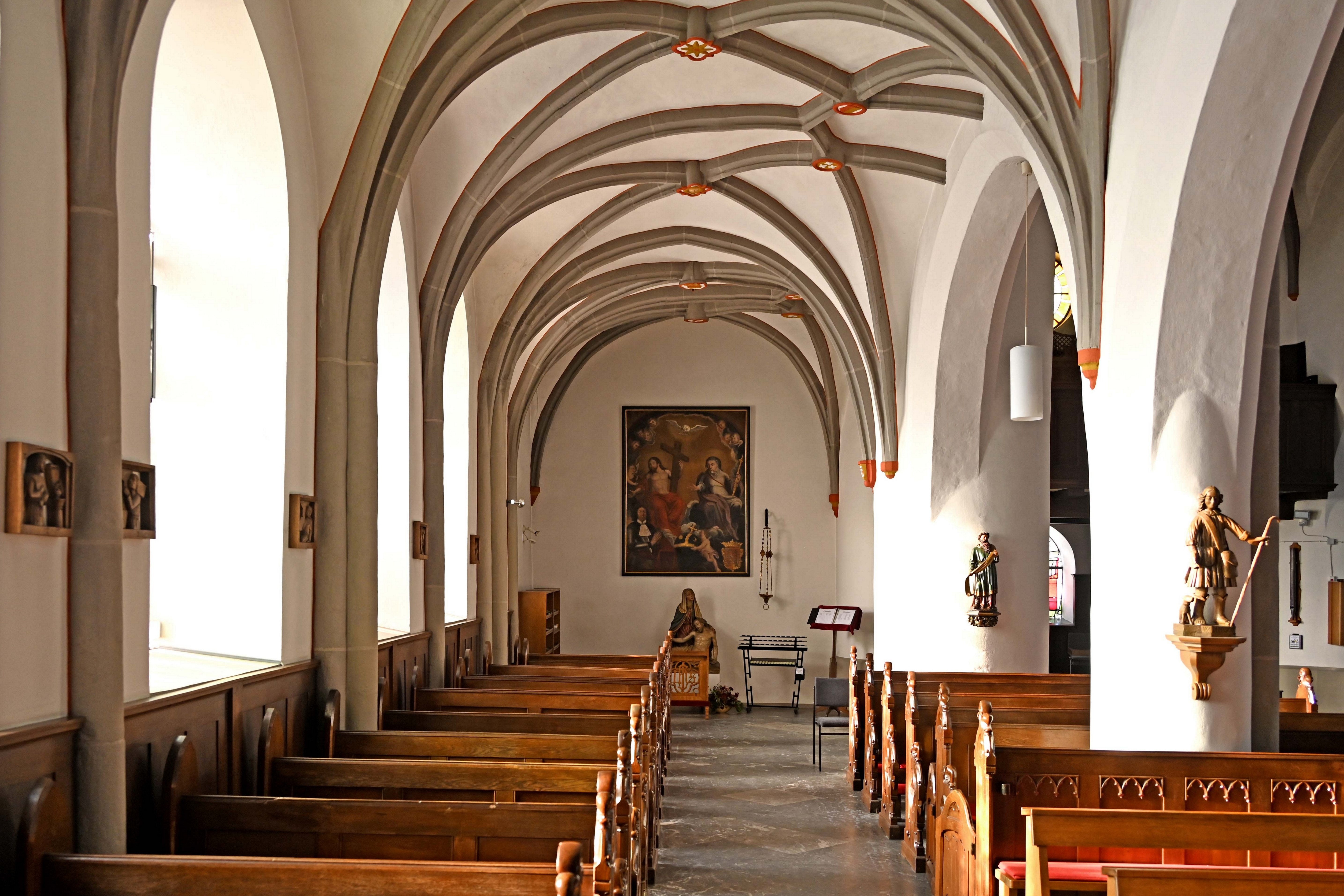
Südliches Seitenschiff

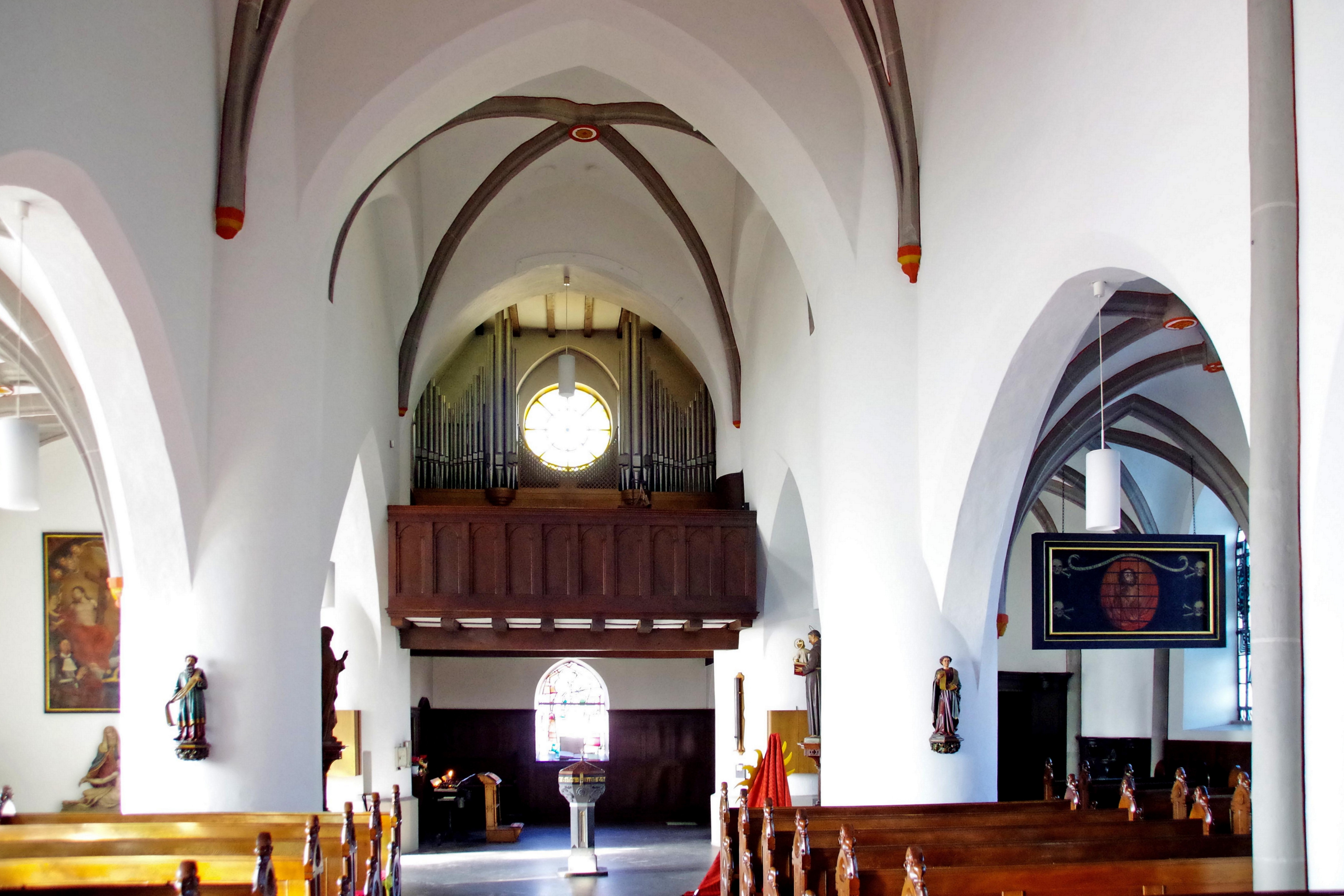
Orgelempore, Antependium rechts

St. Matthias ist die römisch-katholische Pfarrkirche des Hellenthaler Ortsteils Reifferscheid im Kreis Euskirchen in Nordrhein-Westfalen.
Die Kirche ist dem heiligen Apostel Matthias geweiht. Zur Pfarre zählen die Filialen Oberreifferscheid mit der Kapelle St. Luzia, Wiesen mit der Kapelle Maria Rosenkranzkönigin und Felser mit der Kapelle Maria Königin. Weiterhin zählen die Orte Bruch, Büschem, Dickerscheid, Hahnenberg, Haus Eichen, Hescheld, Hönningen, Kammerwald, Rodenbusch, Sieberath, Wahld und Zingscheid ebenfalls zur Reiiferscheider Kirchengemeinde. Außerdem ist Reifferscheid Mutterpfarre vieler Pfarren in der Umgebung.

## Lage
Das Kirchengebäude befindet sich auf dem Burgberg von Reifferscheid am Marktplatz und erhebt sich über den darunterliegenden Ort. In unmittelbarer Nähe liegt die Ruine der Burg Reifferscheid. Zudem umgibt die Kirche der Friedhof. Die Kirche befindet sich auf einer Höhe von 440 Metern und ist schon von weitem zu sehen.

## Allgemeines
Bereits Anfang des 12. Jahrhunderts bestand in Reifferscheid eine Kapelle in direkter Nähe zur Burg Reifferscheid. Diese Kapelle war im Besitz von Herzog Walram von Limburg. Bereits im Jahr 1130 wurde Reifferscheid durch den Kölner Erzbischof Friedrich I. von Schwarzenburg zur eigenständigen Pfarrei erhoben. Damit wurde die Kapelle gleichsam zur Pfarrkirche erhoben. Somit zählt Reifferscheid auch zu den ältesten Pfarreien der Eifel. 1263 erhielt Heinrich von Reifferscheid das Patronatsrecht an der Kirche und konnte somit dem Erzbischof den Pfarrer vorschlagen. Im Jahr 1562 wurde zwischenzeitlich die Filiale Wildenburg abgepfarrt und zur eigenständigen Pfarrei erhoben, was jedoch wenig später wieder rückgängig gemacht wurde.
In der Franzosenzeit wurde Reifferscheid 1802 dem Bistum Trier zugeteilt und wurde zugleich Hauptpfarre des Kantons Reifferscheid. Zugleich wurde das Pfarrgebiet, was bis dahin aus 37 Orten bestand durch Abpfarrung von Hollerath, Hellenthal und Wildenburg (1802) sowie Rescheid mit Wolfert (1803) mit den dazugehörigen heutigen Filialgemeinden dieser Pfarren erheblich verkleinert. 1825 fiel die Pfarre wieder zum wiedererrichteten Erzbistum Köln. Seit 1930 gehört Reifferscheid nun zum Bistum Aachen.

## Baugeschichte
Über die 1130 erwähnte Kirche ist nur wenig bekannt. Es handelte sich wahrscheinlich um eine zweischiffige romanische Anlage. Zwischen 1489 und 1491 wurde diese romanische Kirche durch Philippina von Neuenahr (* um 1445; † 1494), Witwe von Johann VII. von Salm-Reifferscheidt-Dyck (* um 1440; † 1479), zu einer dreischiffigen Stufenhallenkirche im Baustil der Gotik um- und ausgebaut. Dabei erhielten der Chor ein Sterngewölbe, das Mittelschiff ein Kreuzrippengewölbe und die beiden Seitenschiffe Spinnengewölbe. Die Schlusssteine der Gewölbe tragen Wappen, den Reichsadler, Rosetten, Heilszeichen und Leidenswerkzeuge, sowie Steinmetzzeichen. Zu dieser Zeit war das Gotteshaus dem Heiligen Kreuz geweiht. Wann das Patrozinium zum Apostel Matthias übergegangen ist, kann nicht genau gesagt werden, vermutlich aber zu Beginn des 19. Jahrhunderts. Graf Wilhelm Salentin von Salm-Reifferscheidt (1580–1634) ließ 1629 für seinen Vater Werner von Salm-Reifferscheidt (1545–1629) und dessen Gemahlin Maria Gräfin von Limburg-Bronkhorst-Styrum eine Grablege errichten. Des Weiteren wurde in der Gruft die Amtfrau Anna Elisabetha Gronsfeld von Nievelstein 1721 beigesetzt. Da sich diese unter dem Chor befindet, betritt man diesen seitdem über drei Stufen. Nach einem Brand von 1669, bei dem der Kirchturm zerstört wurde, hat man den heutigen Turm errichtet und diesen drei Meter höher aufgestockt. Im 17. Jahrhundert erhielt die Pfarrkirche eine barocke Ausstattung.
Mitte des 19. Jahrhunderts war die Kirche in einem sehr schlechten Zustand und eine Renovierung war nötig. So begann der damalige Pfarrer Anton Unkelbach 1864 mit Kollekten für die Instandsetzung. Schließlich konnte der Kölner Architekt August Carl Lange für die Planungen der Renovierung gewonnen werden und die Pfarrkirche erhielt in den Jahren 1864 bis 1867 ihr heutiges Aussehen. Dabei wurden die Mauern von Mittelschiff, Chor und Glockenturm erhöht und ein Treppenturm zwischen Chor und nördlichem Seitenschiff angebaut, sodass die Kirche heute eine dreischiffige Pseudobasilika ist. Weiterhin wurden die Außenmauern an Nord- und Südseite mit Strebepfeilern verstärkt.
Im Zweiten Weltkrieg wurde die Kirche 1944 schwer beschädigt. Die Orgel wurde stark beschädigt und das Gewölbe im rechten Seitenschiff teilweise zerstört. Die Schäden konnten bis 1954 behoben werden. 1978 wurde das Gotteshaus grundlegend restauriert.

## Baubeschreibung
St. Matthias ist eine dreischiffige Stufenhallenkirche in Formen der Gotik. Der geostete Chor ist fünfseitig geschlossen. An der Nordseite befindet sich ein runder Treppenturm aus 1864/67. Daran schließt sich das dreijochige Mittelschiff an. Einem Joch im Mittelschiff entsprechen hier zwei Joche in den Seitenschiffen. Mittelschiff und Seitenschiffe sind zudem über niedrige spitzbogige Arkaden verbunden. Über dem westlichsten Joch des Mittelschiffs erhebt sich der dreigeschossige Glockenturm, dessen untere Geschosse aus dem 15. Jahrhundert und das Obergeschoss aus 1864/67 stammen. Bekrönt wird der Turm von einem achtseitigen geschieferten Turmhelm. An der Westseite des Turms befindet sich eine Vorhalle. Der Bau wird von Kreuzrippen- und Sterngewölben überspannt.

## Ausstattung
In der Kirche befindet sich eine reichhaltige Ausstattung. Der Altar im Chor stammt noch aus der Erbauungszeit der Kirche und wurde 1491 aus Sandstein angefertigt. Im Chorraum befindet sich weiterhin ein barockes Chorgestühl aus Eichenholz aus dem 17. Jahrhundert.
Der Seitenaltar im südlichen Seitenschiff, der noch aus dem Mittelalter stammt, enthält eine Kopie des Lanzenstichs von Peter Paul Rubens aus dem 17. Jahrhundert. Hierauf zu sehen der Stifter Graf Erich-Adolph (Regierungszeit 1639–1673) mit seiner ersten Gattin Gräfin Magdalene von Hessen-Kassel. Die Altarmensa dieses Altars sowie des Seitenaltars im nördlichen Seitenschiff sind Werke aus Sandstein aus dem Jahr 1480. Die neugotische Kanzel ist ein Werk des Marmagener Künstlers P.A. Schmidt aus dem Jahr 1905. Sie ist eine Arbeit aus Eichenholz mit Darstellungen der vier Evangelisten.
An den Säulen des Mittelschiffs befinden sich vier Figuren mit Darstellung der Evangelisten Markus, Matthäus, Lukas und Johannes. Diese wurden um 1870 vom Hellenthaler Kunstschreiner Heinen geschaffen. Sie befanden sich ursprünglich im nicht mehr vorhandenen Altarretabel des Hochaltares. Die Buntglasfenster der Kirche sind Werke des Glasmalers und Künstlers Hermann Gottfried aus dem Jahr 1966. Das zentrale Chorfenster zeigt das letzte Abendmahl, das Chorfenster links die Kreuzigung und das Chorfenster rechts das himmlische Jerusalem, bzw. die Erlösung durch Christus. Das Fenster unter der Orgelempore zeigt den heiligen Franz von Assisi. Die Fenster der Seitenschiffe sind nach Themen des Sonnengesangs des Franziskus geschaffen. Im Seitenschiff links sehen wir von vorne nach hinten die Motive: Sonne, Quelle, Mond, Wind und Erde. Die Fenster des Seitenschiffs rechts zeigen von hinten nach vorne die Motive: Erde, Feuer, Vergebung, Hoffnung und Tod.

Ausstattung St. Matthias (Reifferscheid)
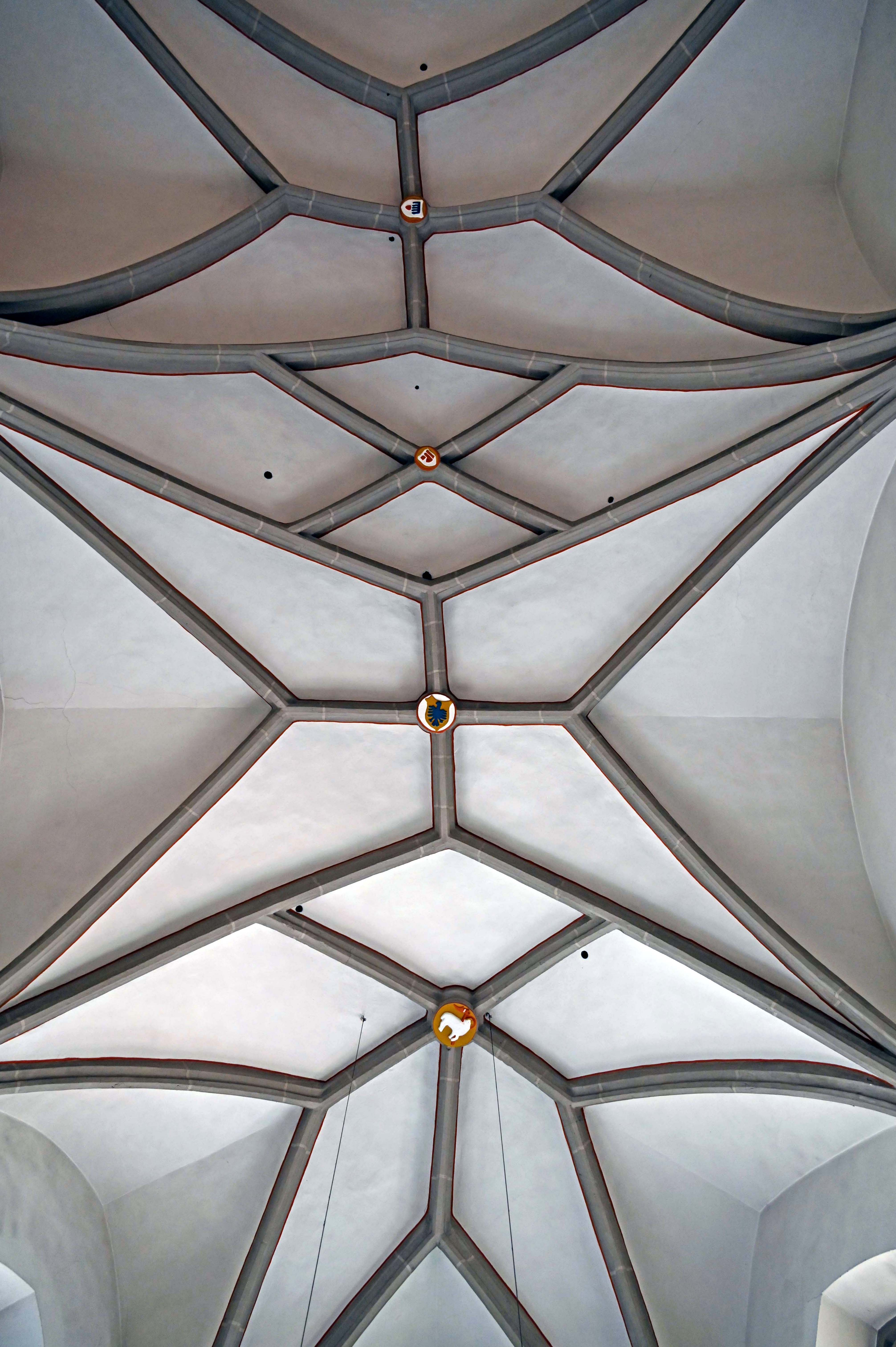
Deckengewölbe
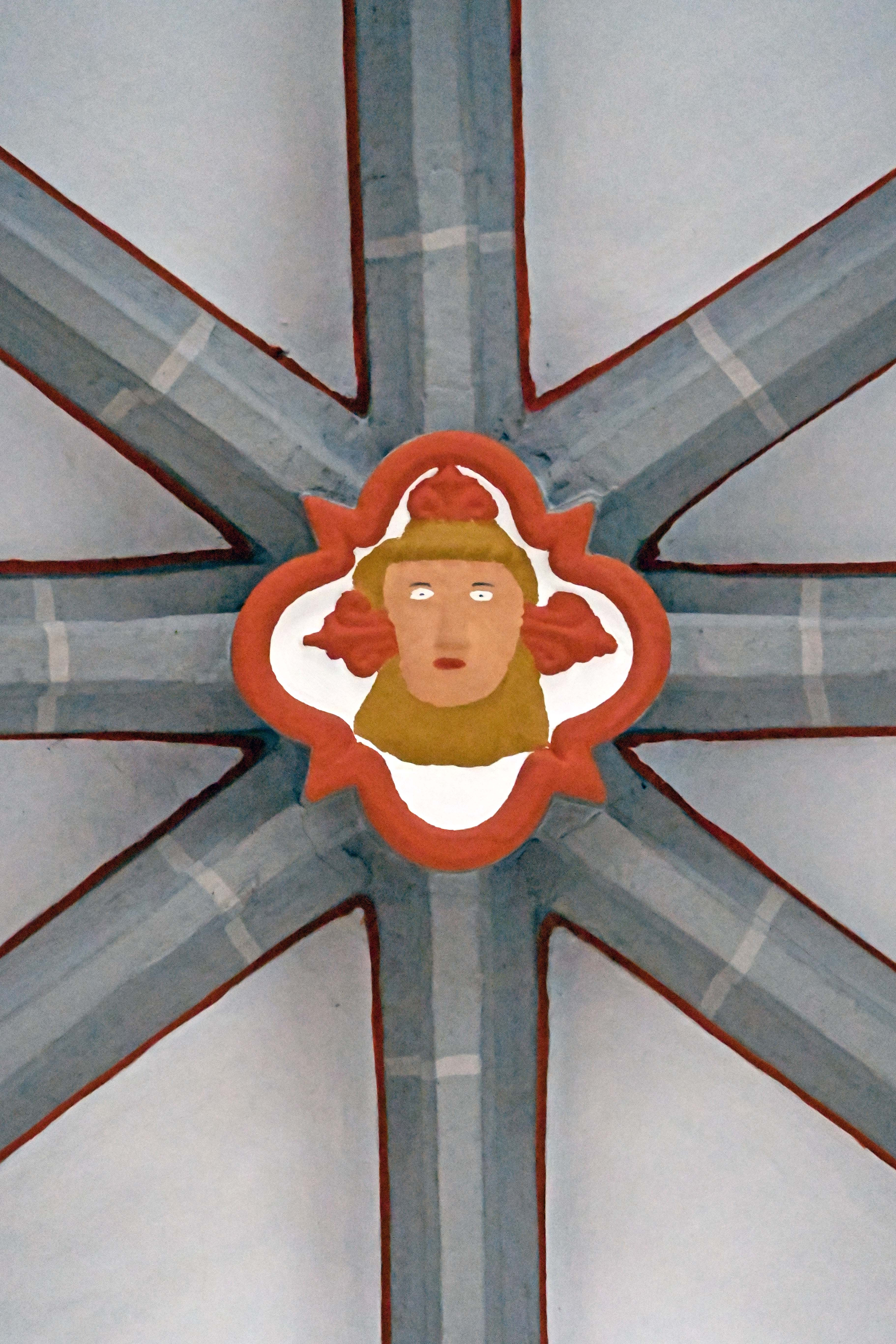
Schlussstein
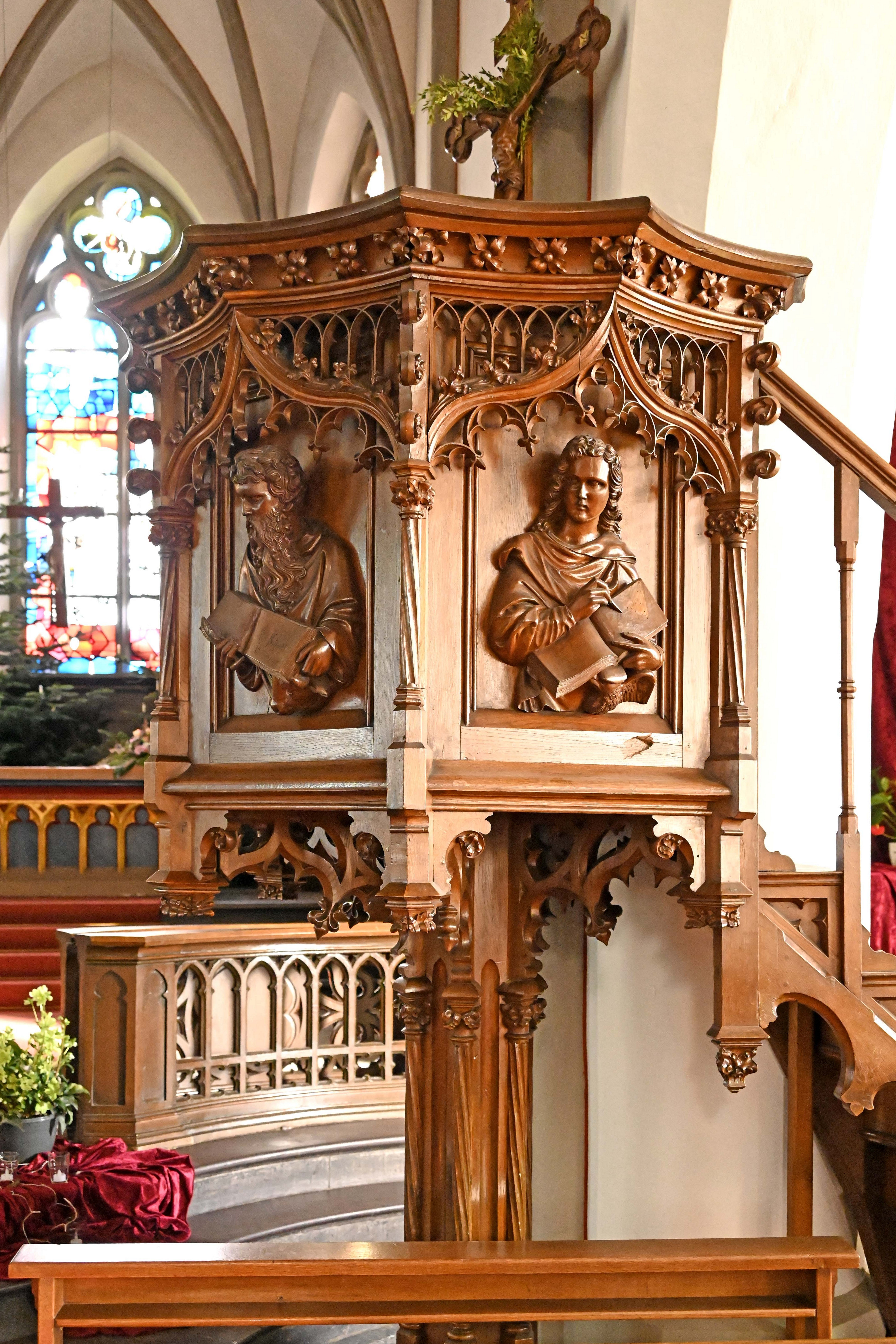
Kanzel
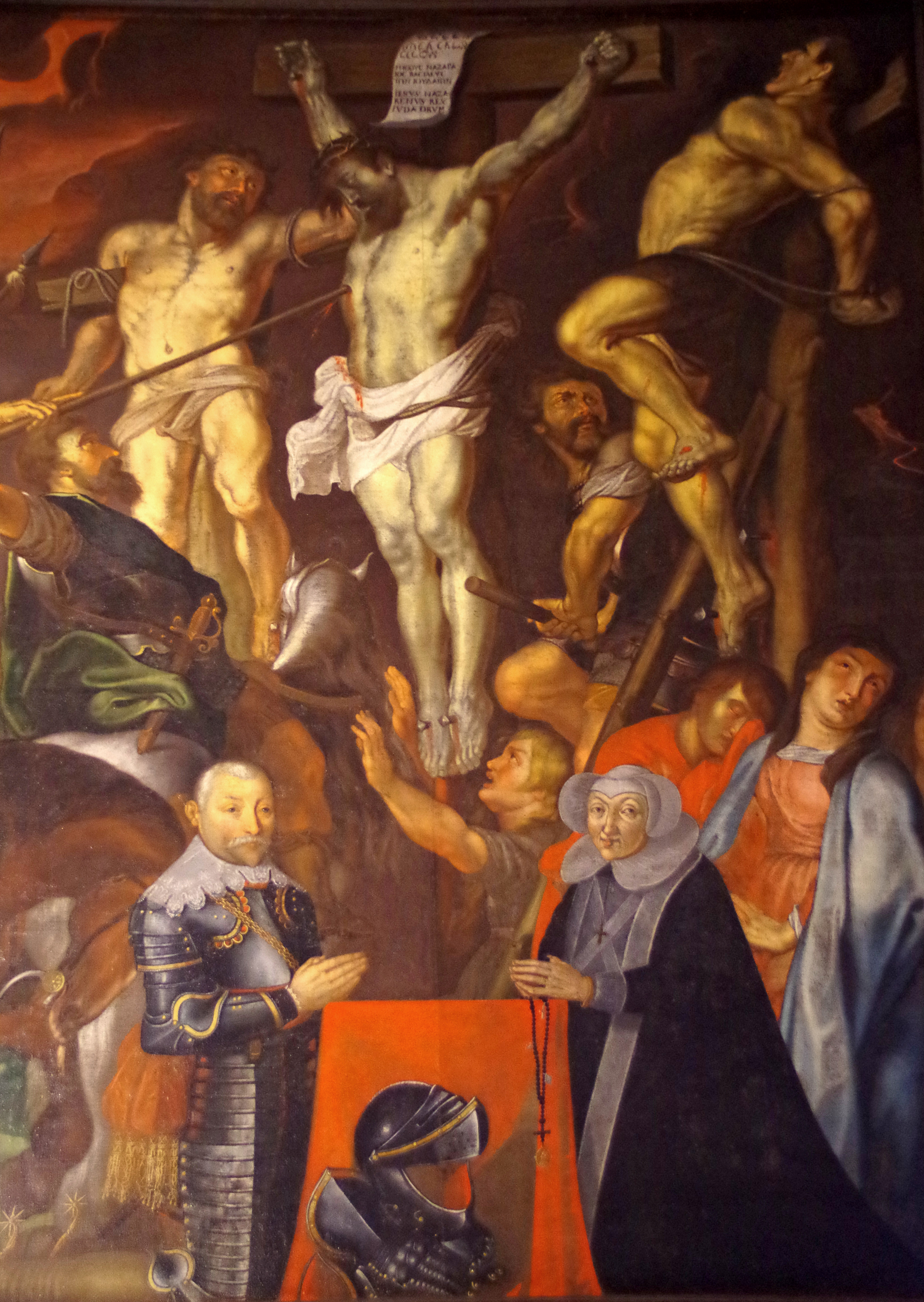
Rubens-Kopie, Stifterbild
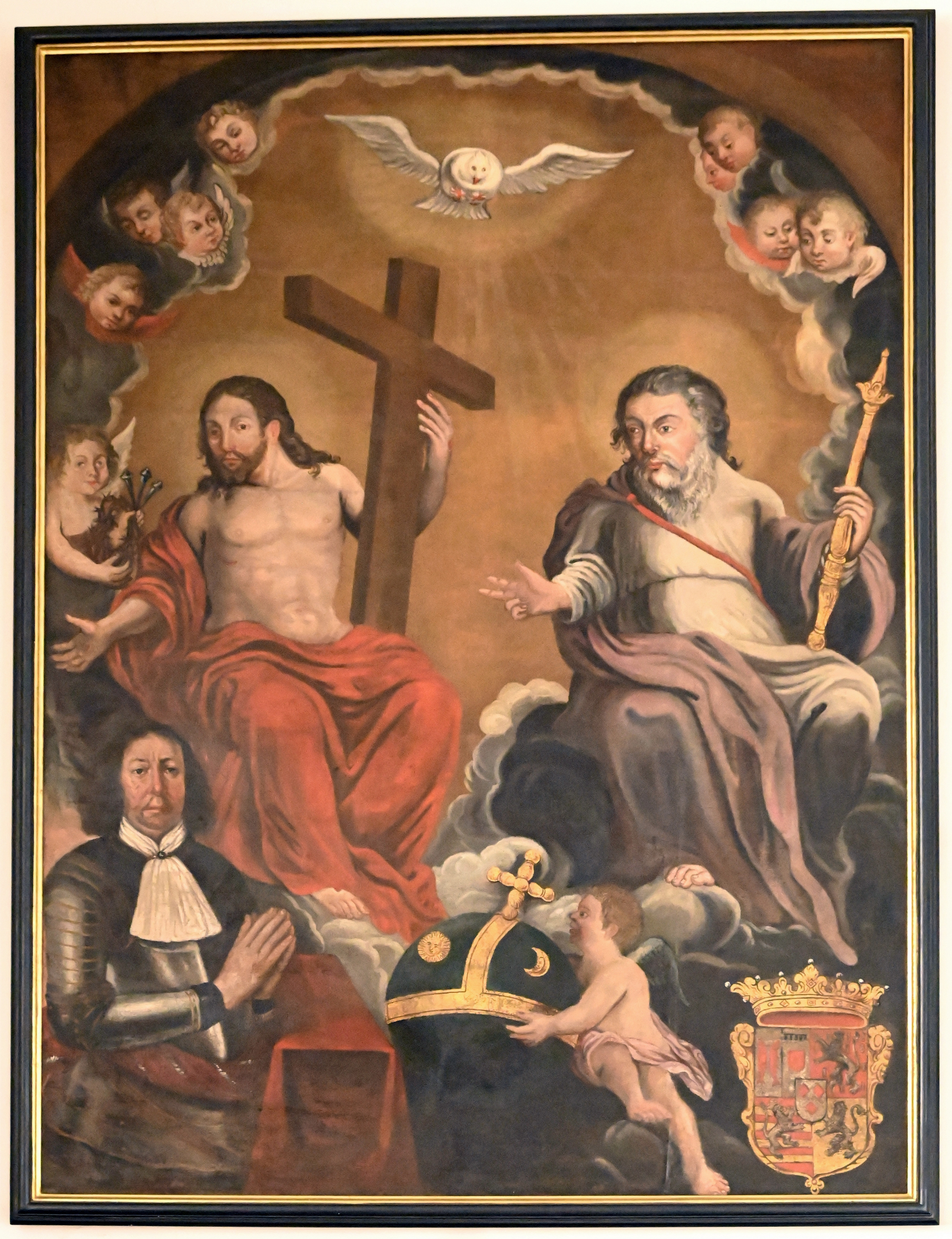
Dreifaltigkeits-Stifterbild
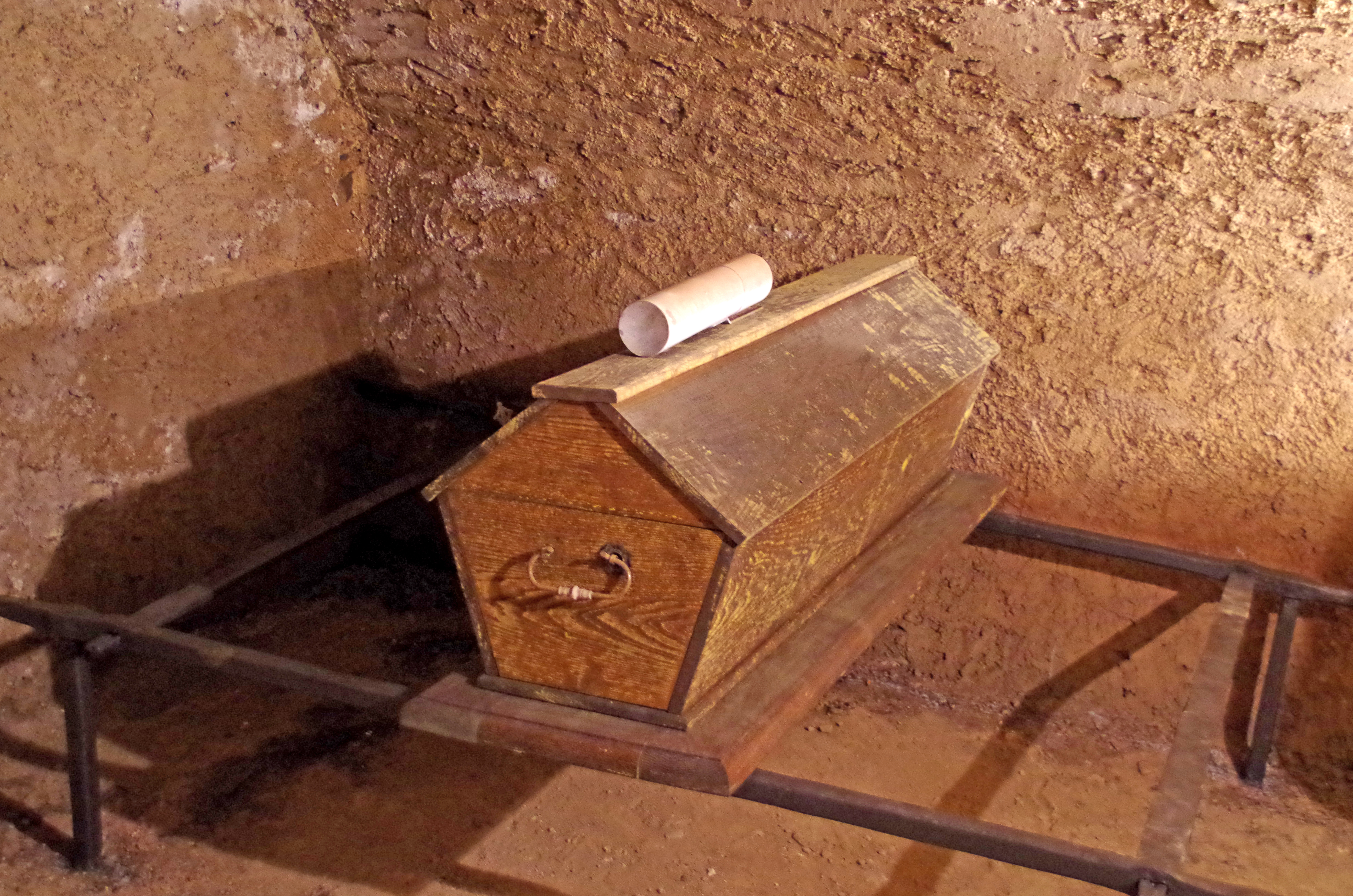
Fürstengruft Salm-Reifferscheid
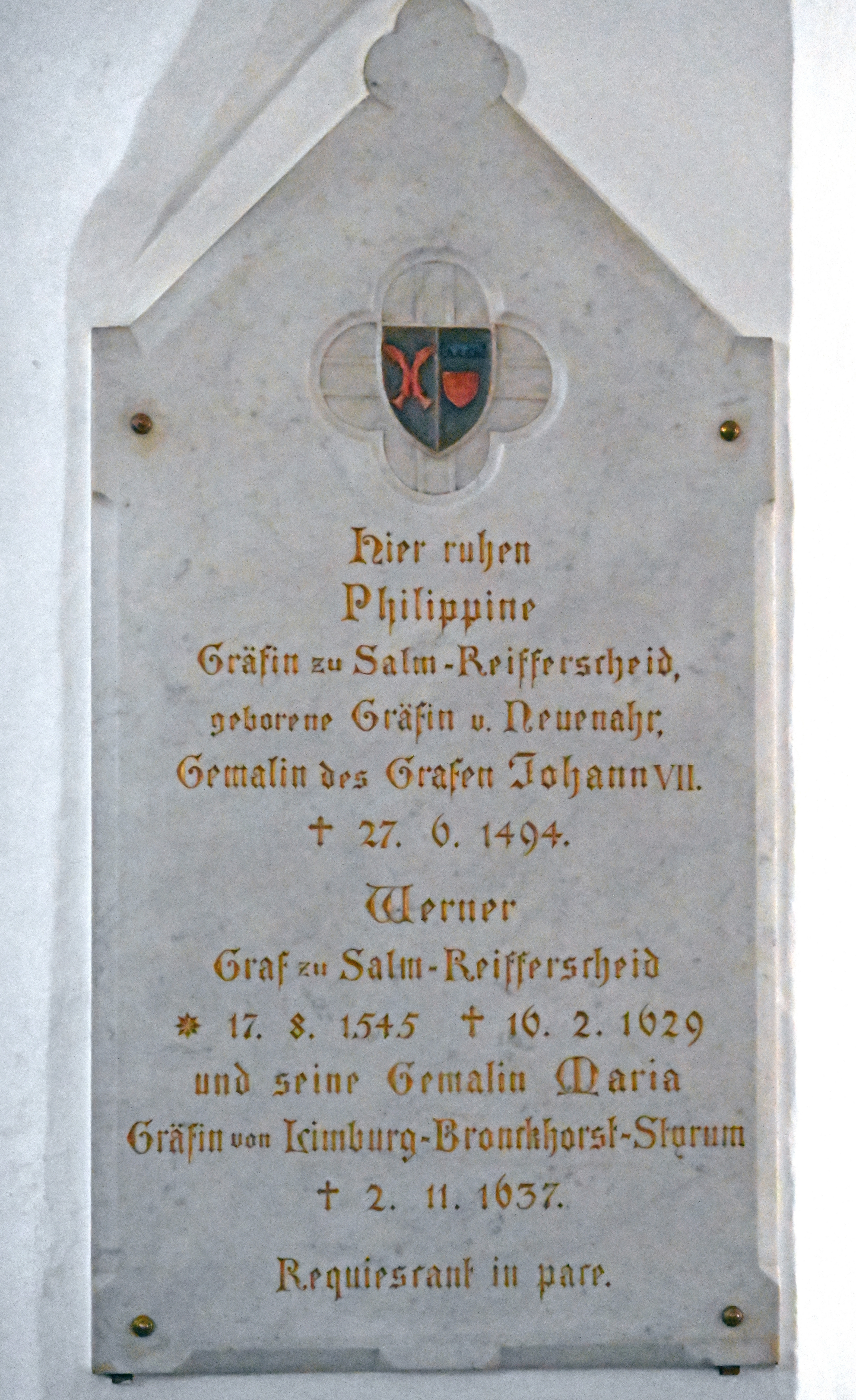
Fürstengrabstein

Die Orgel ist das Opus 35 der Hellenthaler Firma Weimbs aus dem Jahr 1957. Das Werk umfasst 20 Register die auf zwei Manuale und Pedal verteilt sind. Es hat eine elektrische Spiel- und Registertraktur. Das Instrument ersetzt die im Zweiten Weltkrieg zerstörte Orgel der ortsansässigen Orgelbauwerkstatt Gebrüder Müller aus dem Jahr 1860. Die nicht zerstörten Register der Müller-Orgel wurden in den Orgelneubau übernommen. Im Jahr 2004 wurde die Orgel durch die Erbauerfirma restauriert.

## Pfarrer
Folgende Pfarrer wirkten bislang an St. Anna als Seelsorger:
| von – bis | Name                                                         |
| --------- | ------------------------------------------------------------ |
| Um 1282   | Werner                                                       |
| 1401      | Johannes von Swalben                                         |
| 1445      | Jacob und Hermann Durrflo aus Wildenberg                     |
| 1447      | Adam Dries, ihm folgte Theoderich von Plettenberg            |
| 1503      | Theodor Kipholt, ihm folgt Tilman von Röntgin                |
| 1520      | Walter von Dortrecht                                         |
| 1522      | Tilmann Kempis, gefolgt von Jodokus Delfus, dann Peter Bingh |
| 1526      | Jacob Dollendorf                                             |
| 1568      | Joannes Reinhard von der Wiesen                              |
| 1576      | Franz von Zülpich                                            |
| 1580      | Hermann Hegen                                                |
| 1588      | Michael Dabycius                                             |
| 1603      | Alex Dierck                                                  |
| Um 1864   | Anton Unkelbach                                              |
| 1867–1876 | Karl Pomp                                                    |
| 1927–1933 | Hubert Wilbert                                               |
| 1933–1948 | Karl Schumacher                                              |
| 1948–1976 | Wilhelm Kliever                                              |
| 1977–1992 | Winfried Reidt                                               |
| 1992–2009 | Lothar Tillmann                                              |
| 2009–2023 | Philipp Cuck                                                 |
| Seit 2023 | Thomas Schlütter                                             |